# Guy Job
Pour les articles homonymes, voir Job.
Guy Job, né le 4 août 1945  à Issy-les-Moulineaux (Hauts-de-Seine), est un producteur réalisateur de télévision français. Il a commencé sa carrière comme journaliste et réalisateur.

## Biographie
Guy Job est le fils du résistant et dirigeant de l'association O.S.E., Robert Job.
Il est un des réalisateurs de l'émission La Chasse aux trésors récompensée par un 7 d'or. Il est l'auteur de nombreuses captations de concerts, de Barbara, Léo Ferré, Serge Reggiani, Henri Salvador, Yves Montand, Coluche, Eddy Mitchell, Johnny Hallyday, etc.
Il dirige Gourmet TV Productions  société de production de télévision, et a créé la chaîne Gourmet TV. Il a produit et réalisé de nombreux documentaires et émissions de télévision tels Culture et Dépendances, animée jusqu'en juillet 2006 par Franz-Olivier Giesbert.
Il était l’associé de Joël Robuchon et a développé le concept de "L’Atelier de Joël Robuchon" en France. 
Il est membre fondateur du Collège culinaire de France, co-présidé par Alain Ducasse et Joël Robuchon dont il est le délégué général, et est également membre du Comité Colbert.
Il dirigeait Futur TV 5 (radiée en 2016), et L'Agence Télé Presse France ou ATPF (radiée en 2017).

## Carrière

### Cinéma
1970 : 5 + 1 (documentaire musicale regroupant partiellement les concerts de Johnny Hallyday au Palais des sports en 1969 et des Rolling Stone à Hyde Park le 5 juillet 1969).

### Télévision

#### PourFrance 2
Il réalise l'émission L'École des chefs et pour la série documentaire  Pour l'histoire, des portraits de Pierre Messmer, Raymond Barre, Pierre Mauroy, Michel Rocard, en collaboration avec Franz-Olivier Giesbert.

#### PourFrance 3
Il a produit la série documentaire Plus près des étoiles et l'émission Bon appétit bien sûr présentée par Joël Robuchon. Depuis septembre 2011, il produit et réalise le magazine gastronomique Planète gourmande.

#### PourFrance 5
Il a produit le magazine culturel hebdomadaire diffusé sur France 5, « Chez FOG », présenté par Franz-Olivier Giesbert ainsi que de nombreux documentaires, notamment Place à l'art contemporain !, Le monde des parfums, Portraits de chefs, Barbara « Ma plus belle histoire d'amour » (présenté par Gérard Depardieu), Le monde de Joël Robuchon, Le Chef est une femme etc.
Il a produit les documentaires : Valéry Giscard d'Estaing, La France au fond des yeux et Elie Wiesel, messager de la Mémoire, Joël Robuchon, une vie étoilée, Alain Ducasse, la passion du goût et Guy Savoy l’aubergiste étoilé pour la collection Empreintes . 
Il a produit et réalisé l'émission spéciale anniversaire du Guide Michelin, Suivez le guide